# 中心結節
中心結節（ちゅうしんけっせつ）とは、歯の形態異常、異常結節の一つ。咬合面中央部に出現する、円錐状や棒状の小突起。小臼歯、大臼歯の他、まれに上顎側切歯にも見られることがあるが、好発は下顎第二小臼歯である。ただし、小臼歯の物と他の物が同一の物かは議論がある。

## 疫学
モンゴロイドの特徴とも言われる。第二下顎小臼歯における出現率は1～4%とされる。

## 破折
中心結節は萌出直後の咬合や咀嚼により破折することがある。中心結節が大きな物では、結節内に歯髄が有るために露髄し、歯髄炎や根尖性歯周炎を引き起こすことがあり、注意が必要である。

### 予防
破折を未然に防ぐために事前の削合や、早期の接着性レジン等による保護、シーラントによる保護が有効とされるが、削合は不顕性露髄の恐れもある。

### 症状
歯髄腔が開放されているので、急性歯髄炎の症状が出ることは少ないが、食物残渣が入り込むことによる急性発作を引き起こすことがある。

### 処置
露髄した場合、症状に応じてアペキソゲネーシス、アペキシフィケーション等の治療が選択される。